# Chris Kalkman
Chris Kalkman (Nieuwesluis, 6 de setembro de 1887 — Poortugaal, 3 de maio de 1950) foi um ciclista holandês, profissional entre 1912 e 1918. Foi o vencedor da primeira edição do Tour de Olympia em 1909.